# Річний середньодобовий трафік
Річний середньодобовий трафік (англ. Annual average daily traffic), AADT — показник, який використовується в основному для транспортного планування, транспортної техніки та вибору місця роздрібної торгівлі. Традиційно це загальний обсяг автомобільного руху шосе чи дороги за рік, поділений на 365 днів. AADT – це простий, але корисний метод вимірювання завантаженості дороги.

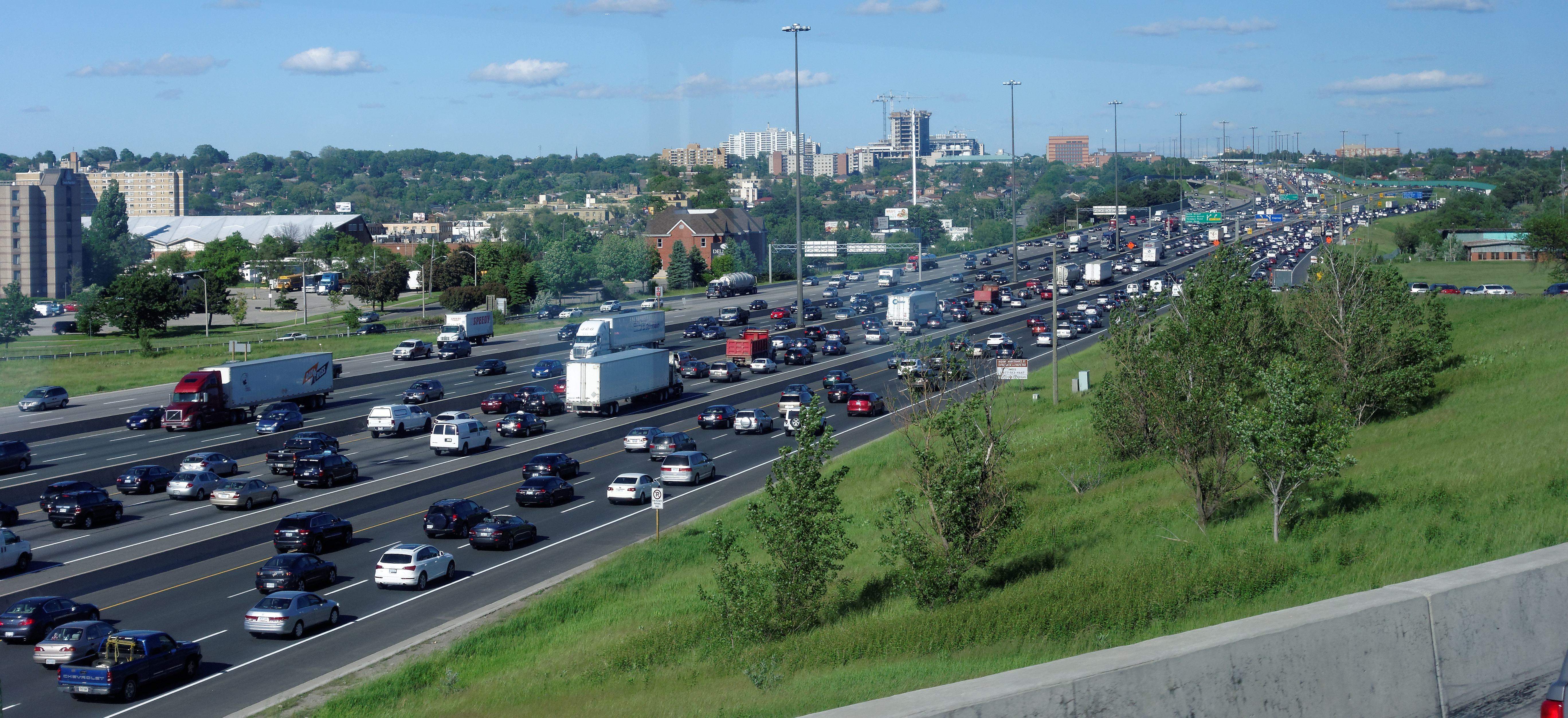
Шосе 401 в Онтаріо, Канада, має AADT понад 450 000 на деяких ділянках Торонто.

AADT є стандартним вимірюванням навантаження транспортного засобу на ділянку дороги та основою для деяких рішень щодо транспортного планування або екологічної небезпеки забруднення, пов’язаного з автомобільним транспортом.

## Використання
Одним із найважливіших застосувань AADT є визначення фінансування для утримання та покращення автомобільних доріг.
У Сполучених Штатах сума федерального фінансування, яку отримає штат, пов’язана із загальним трафіком, виміряним на його мережі автомагістралей. Щороку 15 червня департамент транспорту кожного штату (DOT) подає звіт про систему моніторингу ефективності автомагістралей (HPMS). Звіт HPMS містить різноманітну інформацію щодо сегментів доріг у штаті на основі вибірки (не всіх сегментів доріг) сегментів доріг. У звіті AADT перетворюється на пройдені милі автомобіля (VMT). VMT — це AADT, помножений на довжину сегмента дороги. Щоб визначити кількість трафіку в штаті, AADT не можна підсумовувати для всіх сегментів доріг, оскільки AADT – це швидкість. VMT підсумовується та використовується як індикатор обсягу трафіку, який має держава. Для федерального фінансування застосовуються формули для включення VMT та іншої статистики автомагістралей.
У Сполученому Королівстві AADT є одним із ряду показників дорожнього руху, які використовуються місцевими органами автомобільних доріг, національними автострадами та Департаментом транспорту для прогнозування потреб і витрат на технічне обслуговування.

## Збір даних

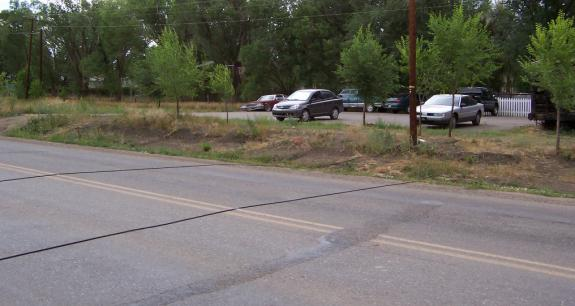
Лічильник руху на BIA Road J-9 у США

Щоб виміряти AADT на окремих ділянках доріг, дані про трафік збираються автоматизованим лічильником трафіку, наймаючи спостерігача для запису трафіку або ліцензуючи приблизний підрахунок від постачальників даних GPS. Існують дві різні методики вимірювання AADT для сегментів доріг за допомогою автоматизованих лічильників руху. Один метод називається методом безперервного збору даних. Цей метод включає датчики, які постійно вбудовані в дорогу, і дані про дорожній рух вимірюються протягом усіх 365 днів. AADT — це сума загального трафіку за весь рік, поділена на 365 днів. З розрахунком AADT за допомогою цього методу можуть виникнути проблеми. Наприклад, якщо обладнання для безперервного підрахунку не працює протягом повних 365 днів через технічне обслуговування або ремонт. Через цю проблему сезонні похибки або зміщення за днями тижня можуть спотворити розрахований AADT. У 1992 році AASHTO випустила Керівні принципи AASHTO для програм даних трафіку, які визначили спосіб створення AADT без сезонних упереджень або зміщень за днями тижня шляхом створення «середнього значення». Для кожного місяця та дня тижня розраховується середній місячний день тижня (MADW) (84 на рік). Потім MADW кожного дня тижня обчислюється по місяцях, щоб обчислити середній річний день тижня (AADW) (7 на рік). Нарешті, AADW усереднюються для розрахунку AADT. Федеральна адміністрація автомобільних доріг Сполучених Штатів (FHWA) прийняла цей метод як бажаний метод у Посібнику з моніторингу руху FHWA.